# Doppia identità (film 1990 Nelson)
Doppia identità (The Lookalike) è un film per la televisione statunitense del 1990 diretto da Gary Nelson.

## Trama
Gina, uscita da una clinica psichiatrica, si affida alle cure di uno psichiatra per cercare di recuperare il lutto per la perdita di sua figlia. La perduta serenità la porta anche a dividersi col marito, dopo un'accesa discussione. Trova poi lavoro in un centro commerciale, dove incontra una bambina che assomiglia a lei perduta.